# توضع مغاير
توضع مغاير (بالإنجليزية: Heterotopia)‏ هو مُصطلح يستعمل طبيًا بمعنى وجود نوعٍ نسيجيٍ مُعين في غيرِ موقعه الوظيفي، ولكن عادةً ما يتواجد مع النسيج الأصلي في موقعه التشريحي الصحيح. بعبارةٍ أُخرى، هو عبارة عن انتباذ (أو انتقال) أحد الأنسجة، إضافةً إلى بقاء النوع الأصلي. في علم الأمراض العصبية مثلًا، توضع المادة الرمادية المغاير يحدثُ فيه وجودٌ للمادة الرمادية داخل مادة الدماغ البيضاء أو البطينات. التوضع المغاير في الدماغ عادةً ما يُقسم إلى ثلاثِ مجموعات: توضع تحت البطانة العصبية المغاير، وتوضع مغاير قشري بؤري، وتوضع مغاير للشريط. يُعتبر رتج ميكل من الأمثلة الأخرى على التوضع المغاير، حيثُ قد يحتوي على توضع مغاير معوي أو بنكرياسي.